# Марк Целій Фаустін
Марк Целій Фаустін (лат. Marcus Caelius Faustinus) — римський державний діяч початку ІІІ століття.

## Біографія
Марк Целій Фаустін не був відомим історикам аж до відкриття воєнного диплому. Подібна ситуація склалася і з його колегою — Публієм Туллій Марсем.
Також, історії відомий ряд представників роду Целіїв, які відносяться до даного періоду, тобто кінця ІІ століття — почасту ІІІ століття. Наприклад, одним з представників цього роду є Целій Кальвін, який був консулом-суфіктом близько 184 року і є пов'язаний з майбутнім імператором Бальбіном. Окрім того, Целій Гонорат, який також є представником роду, був намісником провінції Фракія, під час правління Септімія Севера. Також, відомим є консуляр Целій Фелікс, котрий був страчений, згідно з наказом Коммода.

## Родові відносини
Але, на жаль, встановити родові відносини Марка Целія Фаустіна, Марка Целія Юліана та Марка Целія Флаву Прокулу з даними представниками роду Целіїв не є можливим.
Але, скоріш за все, Фаустін був родичем Марції Целії Процілії, дружини Публія Флавія Помпоніана Пудента. Вона була дочкою потомків Марка Целія Сатурніна, котрий встановив в Тімгаде статуї Антоніна Пія та Марка Аврелія. Скоріш за все, Фаустін був сином або внуком Сатурніна.